# Горла Мађоре
Горла Мађоре (итал. Gorla Maggiore) је насеље у Италији у округу Варезе, региону Ломбардија.
Према процени из 2011. у насељу је живело 5043 становника. Насеље се налази на надморској висини од 259 м.

## Становништво
| 1936. | 1951. | 1961. | 1971. | 1981. | 1991. | 2001. | 2011. |
| ----- | ----- | ----- | ----- | ----- | ----- | ----- | ----- |
| 2.283 | 2.682 | 3.171 | 3.424 | 4.087 | 4.598 | 4.836 | 5.081 |